# 1597 en arts plastiques
| Années des arts plastiques : 1594 - 1595 - 1596 - 1597 - 1598 - 1599 - 1600    |
| Décennies des arts plastiques : 1560 - 1570 - 1580 - 1590 - 1600 - 1610 - 1620 |

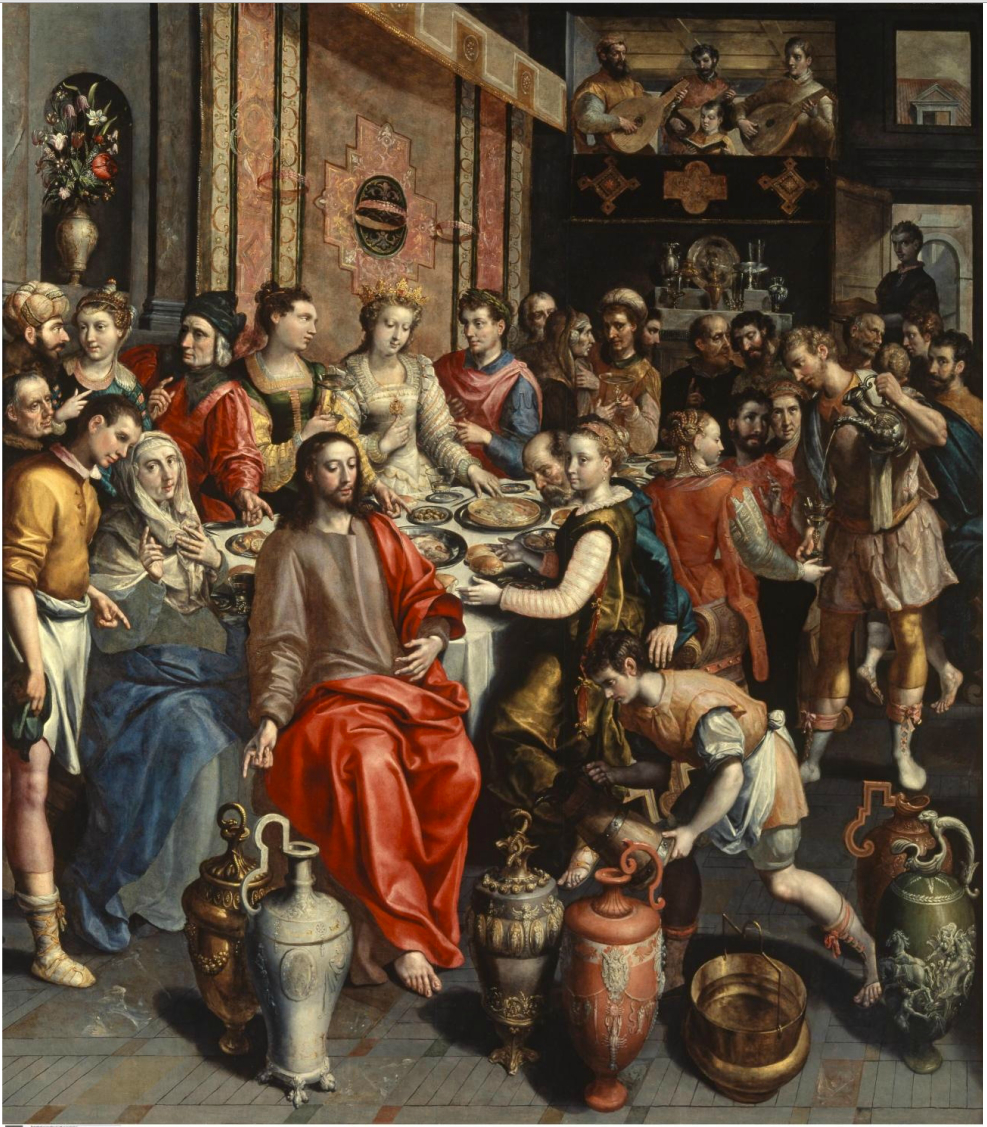
Les noces de Canaa, Maarten de Vos, cathédrale d'Anvers.

Cette page concerne l'année 1597 en arts plastiques.

## Œuvres
- Visite à la ferme, Jan Brueghel l'Ancien

## Naissances
- 9 juin : Pieter Jansz Saenredam, peintre hollandais († 31 mai 1665),
- 13 juillet : Sébastien Stoskopff, peintre alsacien († 10 février 1657),
- ? :
  - Claude Audran I, graveur français († 18 novembre 1675),
  - Salomon de Bray, architecte et peintre néerlandais († 11 mai 1664),
  - Xiang Shengmo, peintre chinois († 1658).
- vers 1597 : 
  - Jacob Jansz van Velsen, peintre néerlandais († 16 septembre 1656).

## Décès
- 2 février : Lucas van Valckenborch, peintre flamand (° 1535),
- 24 novembre : Juan Gómez, peintre espagnol (° vers 1555),

- Date inconnue :
  - Rómulo Cincinato, peintre espagnol (° vers 1540),
  - Prospero Fontana, peintre maniériste et d'histoire italien (° 1512),
  - Francesco Morandini, peintre italien de l'école florentine du Cinquecento (° 1544).